# Deutschmeister-Regimentsmarsch
„Deutschmeister-Regimentsmarsch“ (česky Pochod pluku německých borců) je rakouský slavnostní vojenský pochod z roku 1893.
Skladba byla složena vídeňským skladatelem Wilhelmem Augustem Jurkem, který působil v tradiční vojenské kapele 4. pěšího pluku rakousko-uherské armády Original Hoch- und Deutschmeister, jejíž historie sahá až do roku 1741. Pochod je dnes jedním z nejpopulárnějších pochodů v Rakousku u vojenských i civilních dechových kapel a je považován za jeden ze symbolů Vídně.

## Vznik skladby
Deutschmeister-Regimentsmarsch měl svou premiéru 19. března 1893 při oslavě příslušníků 4. pěšího pluku, v takzvaném důstojnickém kasínu ve čtvrti Ober Sankt Veit ve Vídni. Autor ho věnoval veliteli vídeňské posádky 4. pěšího pluku Johannu Wernerovi. Poté se pochod stal součásti repertoáru oficiální kapely pluku Hoch- und Deutschmeister. Slova skladby jsou napsána v typickém nářečí vídeňské němčiny.
Historii vzniku pochodu se věnuje rakouský film z roku 1955 Hudba pro císaře s Romy Schneider v hlavní roli, kde postavu skladatele Jurka hraje rakouský herec Siegfried Breuer mladší.

## Text
| Slova Mir san vom vierten Regiment, gebor’n san mir in Wean! Wir hab’n unser liab’s Vaterland und unsern Kaiser gern! Und fangens wo mit Österreich zum Kriegführ’n amal an, So haut a jeder von uns drein, so viel er dreinhaun kann. Die Schlacht, zum Beispiel bei Kolin, wie’s jeder wissen thuat, Beweist doch gleich, was all’s im Stand is’s Weanabluat. Und so wie’s die vor uns hab’n g’macht, so kämpfen wir auch heut’ Und geb’n ’n letzten Tropfen Bluat für’s Vaterland voll Freud! Mir san vom k. und k. Infantrie-Regiment Hoch und Deutschmeister Numm’ro vier! 2. Im Frieden jetzt da geht’s uns gut, san immer voll Hamur Und müss’ mir a im Sommer oft sehr zeitlich in der Fruh Von unsern Strohsack h’runter steig’n, das kann uns nix genier’n, Denn kaum, dass mir recht munter san, schon unser’n „Schwarzen“ krieg’n. Is a der Übungsmarsch sehr gross, fühl’n mir ka Müdigkeit, Weil stets bei unser’n Regiment is da zum Zeitvertreib A Mann in jeden Zug ganz g’wiss, der in der „unter’n“ Lad Zum Lachen und zum Weinen oft a Menge G’spass d’rinn hat. 3. Und an an Sonntag Nachmittag in der Extra-Montur, Im Sack unser’n Erlaubnisschein bis sieb’ne in der Fruah, Im Arm a Maderl, wie a Fee, so lieb und wunderschön, So können s’uns von Numm’ro vier beim Heurig’n draussen seh’n! Doch wenn wir amal älter san und unser’n Abschied hab’n, So sag’n wir jedem voller Stolz, wir war’n bei d’Edelknab’n, Hab’n treu und brav in Kaisers Rock gedient für’s Vaterland Und hab’n dem vierten Regiment gar niemals g’macht a Schand! | Překlad Jsme z čtvrtého pluku, narozeni jsme ve Vídni! Milujeme naši drahou vlast a tak i císaře! A když se někdo rozhodne, že začně válku s Rakouskem, tak to potom každý jeden z nás ho trefí tolikrát, co jen může. Co bitva, třeba ta u Kolína, kterou každý zná, jen dokazuje co pravá vídeňská krev udělat má. A přesně tak jak ti před námi, tak budem bojovat i dnes a radostně dát poslední kapku krve jen za naší vlast! Jsme z c. a k. pěšího pluku Hoch a Deutschmeister číslo 4! |